# Amata kammeli
Amata kammeli là một loài bướm đêm thuộc phân họ Arctiinae, họ Erebidae.